# Farranfore
Farranfore (irl. An Fearann Fuar, "zimna ziemia") – wieś w hrabstwie Kerry w Irlandii. Znajduje się mniej więcej w połowie drogi z Tralee (17 km) do Killarney (15 km), na drodze N22.
W Farranfore znajduje się port lotniczy Kerry. We wsi jest również stacja kolejowa, która pomiędzy 1893 a 1960 stanowiła węzeł i stację początkową linii do Valentia Harbour w Reenard. Stację otwarto 18 lipca 1959.